# Canavalia rosea
Espèce
Synonymes
- Canavalia marítima
- Canavalia lineata

Classification phylogénétique
Canavalia rosea, nommé le Pois-bord-de-mer (Pwa bod lanmey en créole), Vonvon, Pois-cabrit aux Antilles françaises, est une espèce de plantes à fleurs de la famille des Fabaceae. C'est une liane rampante des hauts de plage des régions tropicales et subtropicales.
Il est appelé Patate-cochon à La Réunion et Cocorico à l’île Maurice.
En Guyane française, il est appelé Haricot de plage ou Patate lance .

## Synonymes
- Canavalia lineata auct. non (Thunb.) DC.
- Canavalia maritima Thouars

## Description
C’est une liane rampante, robuste dont les rameaux peuvent atteindre 10 m de long.
Les feuilles de 9-25 cm de long, trifoliolées, sont caractéristiques de l’espèce par des folioles obovale-circulaires, de 4-12 × 4-9 cm, assez crassulenscentes à coriaces, lâchement pubescentes sur les deux faces, à l’apex arrondi parfois légèrement émarginé.
Les inflorescences longues de 15-40 cm, axillaires, racémiques, portent des fleurs roses à pourpres. Le calice long de 10-13 mm, à pubescence blanchâtre, porte des lèvres supérieures arrondies, beaucoup plus courtes que le tube. L’étendard (pétale supérieur) de 25-30 mm, rose, porte deux oreillettes vertes à la base.
La floraison s’étale sur toute l’année.
La gousse de 10-15 × 2,5-3 cm, droite ou légèrement courbée, contient environ 6-10 graines ellipsoïdes.

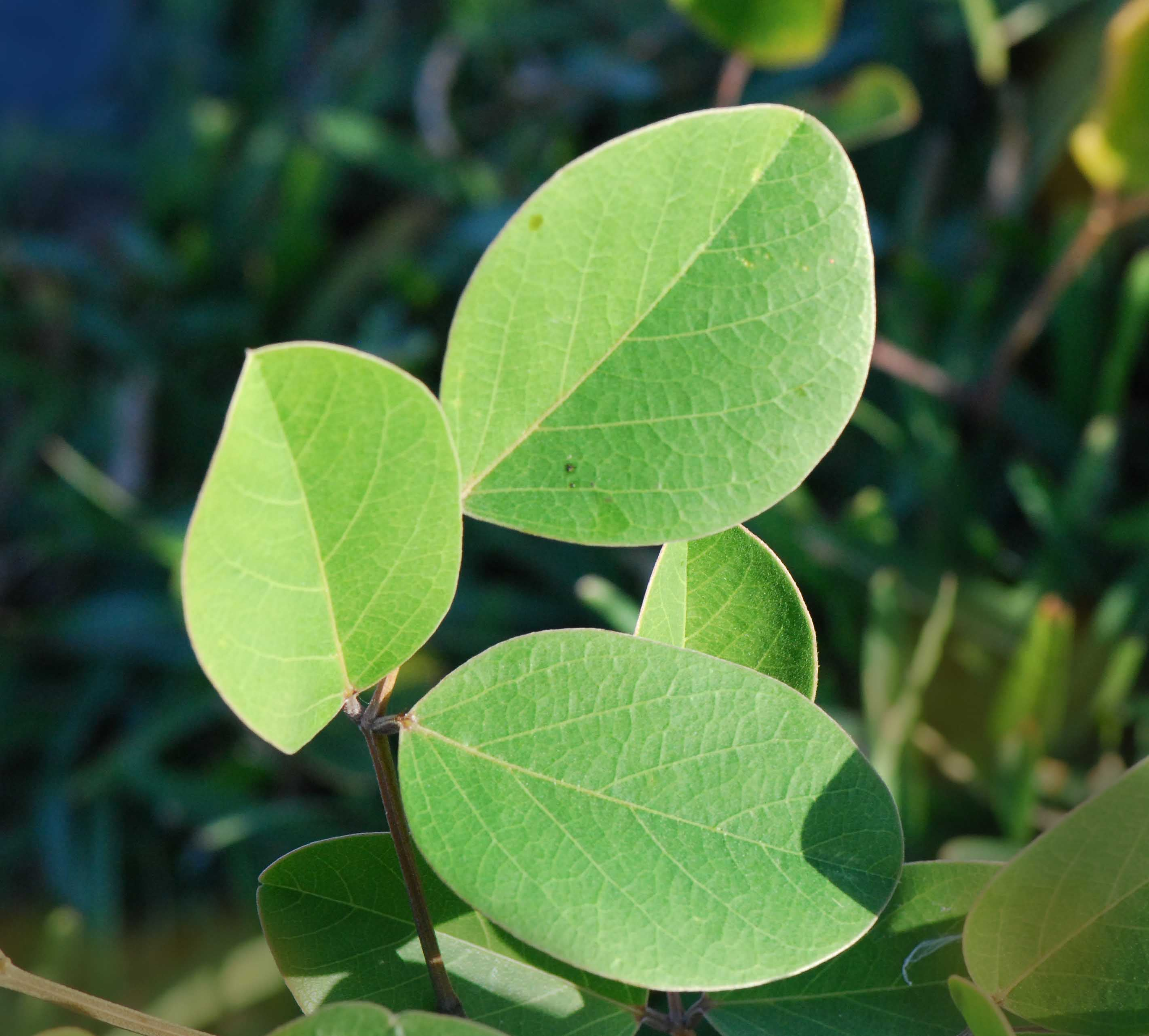
Feuille.
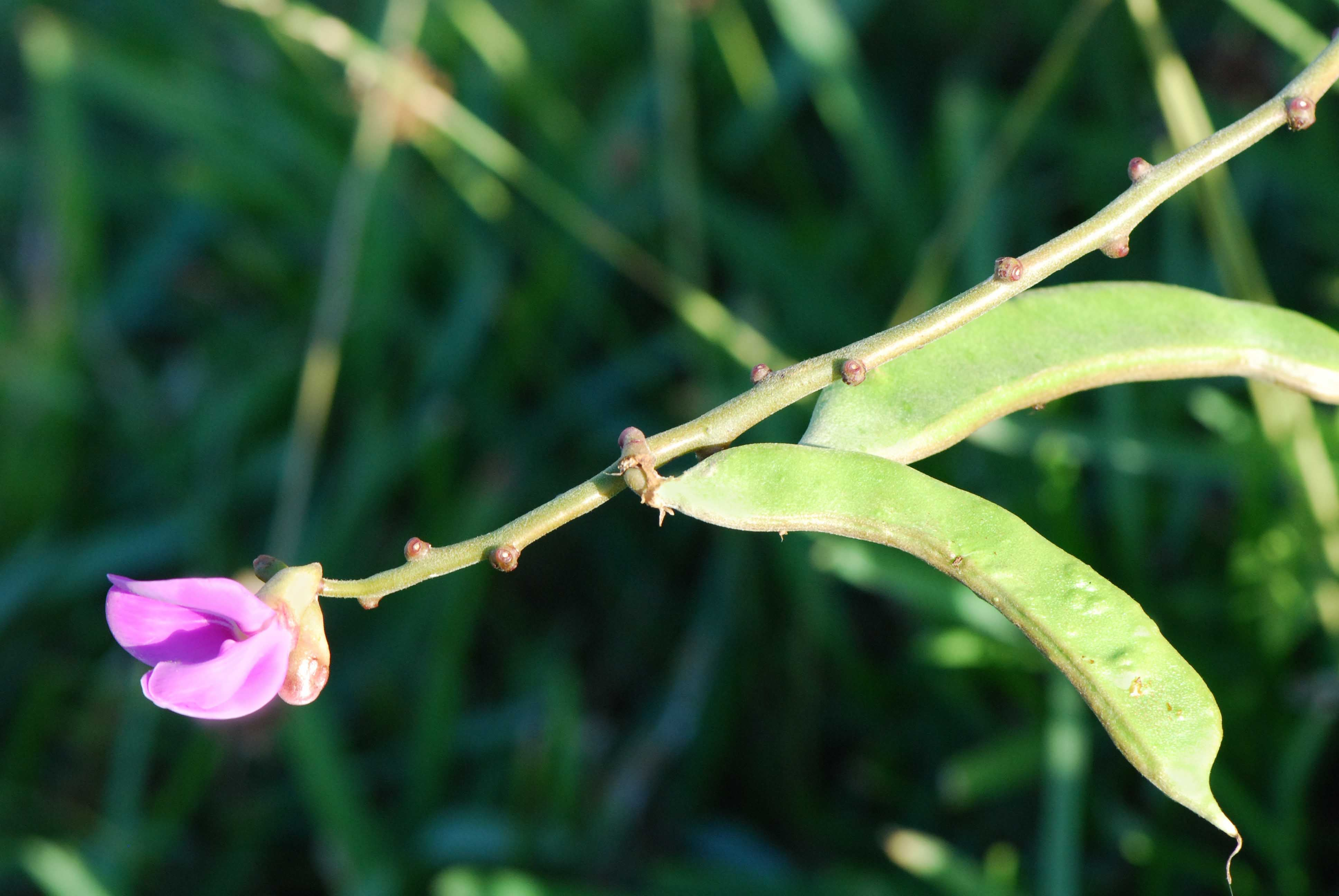
Inflorescence.
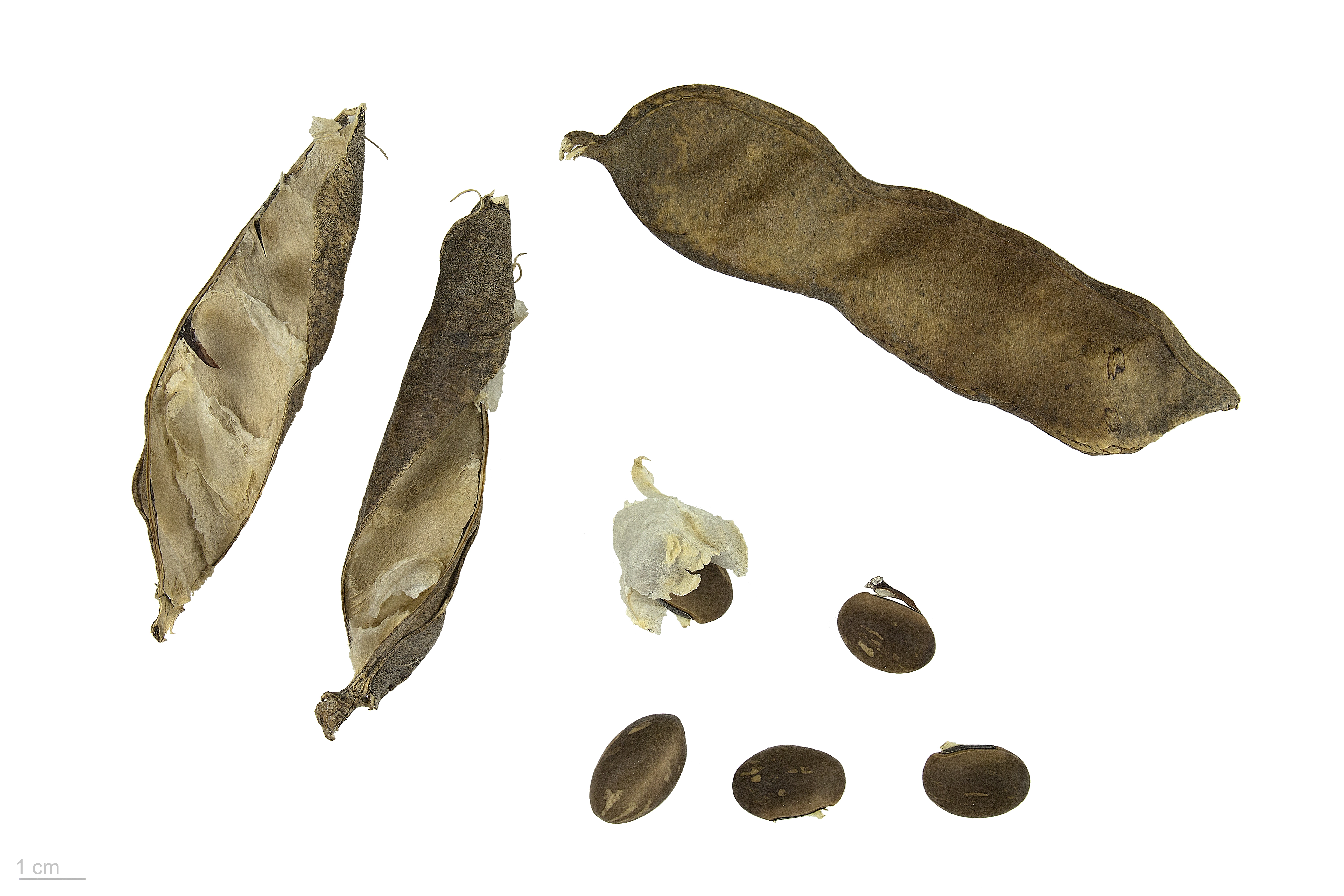
Graines (collection du MHNT).

## Écologie
Le pois-bord-de-mer est une plante commune des hauts de plage, avec Ipomoea pes-caprae. On le trouve partout dans les régions tropicales et subtropicales.
Il porte sur ses racines des nodules contenant des bactéries rhizobiums, hautement tolérantes aux habitats fortement salins.

## Utilisation
Les Canavalia contiennent de nombreux toxiques : lectines, cyanides, alcaloïdes. Les graines sont comestibles.
On ne connait pas d'usage alimentaire de C. rosea dans les Amériques.
En Malaisie, les fleurs seraient consommées